# Pier Paolo Pozzi

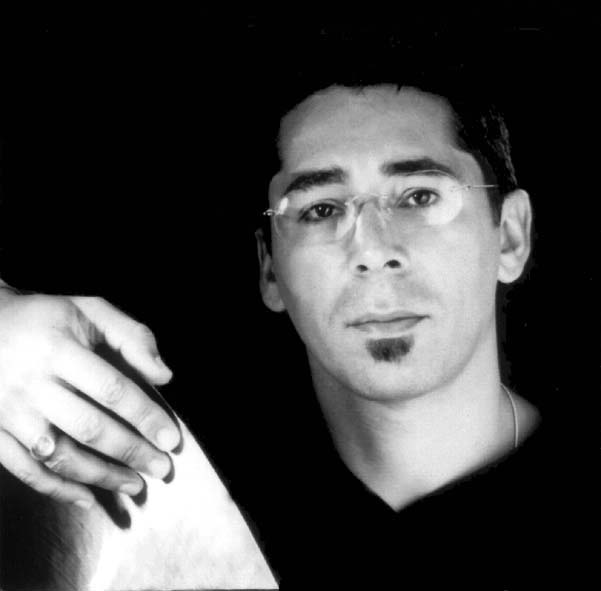
Pier Paolo Pozzi

Pier Paolo Pozzi (* 1964 in Varese) ist ein italienischer Jazzmusiker (Schlagzeug, Komposition), der in Paris lebt.

## Leben und Wirken
Pozzi studierte von 1983 bis 1986  in Rom an der Scuola Popolare di Musica di Testaccio bei Massimo D’Agostino, Giovanna Marini, Martin Joseph, Francesco Marini, Danilo Terenzi und Giancarlo Gazzani. Er begleitete zunächst Musiker wie Tony Scott, Antonello Salis, Alex Britti, Danilo Terenzi, Crystal White, Donovan Mixon, Ares Tavolazzi, Marcello Rosa, Maurizio Giammarco oder Riccardo Fassi.
1993 zog er nach Paris, wo er mit Giovanni Mirabassi und Gildas Boclé sein Trio Triorital bildete; 1998 folgte das Pier Paolo Pozzi Quartet mit Paolo Fresu, Jean-Jacques Avenel und Fabio Zeppetella, mit dem er im Jahr 2000 sein Album Greeting from … vorlegte. Weiterhin arbeitete er mit Pierre de Bethmann, Michel Graillier, Jean-Loup Longnon, Bobby Few und durchreisenden Stars wie Tommy Flanagan oder Joshua Redman. Er trat auf internationalen Festivals in Frankreich, Deutschland, Italien und Tunesien auf. Auch nahm er Alben mit Barend Middelhoff, Rogerio Dentello, Patrice Galas und Christian Brenner auf.

## Diskographische Hinweise
- Greetings from … (A-Records 2000)
- Gilda Solve:  The Best is yet to Come(mit Patrice Galas, Marc Fosset, Gus Nemeth; Black & Blue 2001)
- Je volais je le jure. Tribute to Jacques Brel (mit Sébastien Jarrousse, Remy Decormeille, Stefano Cantarano 2011 Alfamusic 2011)
- Europa Jazz Quartet (mit Francesco Mascio, Stefano Preziosi, Alessandro Del Signore; Zone di Musica 2012)